# Greenock Titan Crane

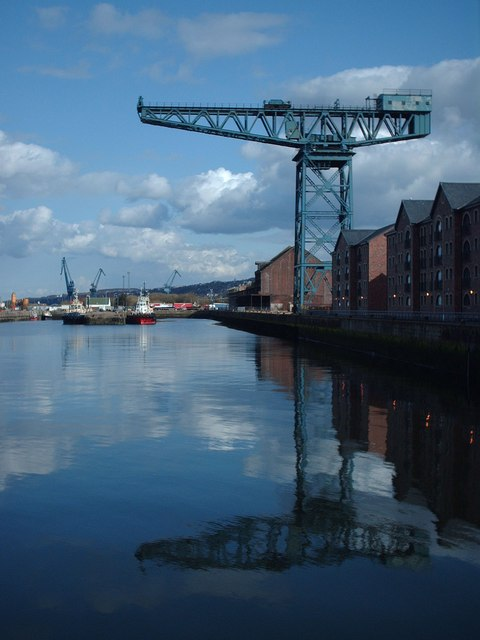
Greenock Titan Crane

Greenock Titan Crane ist ein Kran in der schottischen Stadt Greenock in der Council Area Inverclyde. 1989 wurde das Bauwerk in die schottischen Denkmallisten in der höchsten Kategorie A aufgenommen.

## Geschichte
Das James Watt Dock wurde in den 1880er Jahren für insgesamt rund 850.000 £ erbaut. Die Hafenanlage diente dem Güterumschlag, es siedelten sich jedoch auch Schiffswerften an. Der Greenock Titan Crane wurde im Jahre 1917 erbaut und diente dem Schiffbau. Auf Grund des Ersten Weltkriegs bestand zu Bauzeiten eine Knappheit des kriegswichtigen Rohstoffs Stahl, der Kran konnte jedoch trotzdem gebaut werden. Der Glasgower Kran- und Brückenbauer Sir William Arrol & Company, der insgesamt rund 40 ähnliche Kräne weltweit konstruierte, 27 davon im Vereinigten Königreich, führte die Arbeiten aus. Wie auch der ältere Titan Clydebank gehört er zu den wenigen erhaltenen Exemplaren dieses Typs. Im Jahre 1988 war der Kran noch betriebsbereit.

## Beschreibung
Der Greenock Titan Crane ist eine Landmarke am Clyde-Ufer am James Watt Dock am Ostrand von Greenock. Die Stahlkonstruktion ist auf eine maximale Traglast von 150 t ausgelegt. Durch die Führung auf Kugellagern ist der Ausleger schwenkbar. Oberhalb der Gegengewichte befindet sich der Maschinenraum.